# Marina Zarzeczewo we Włocławku

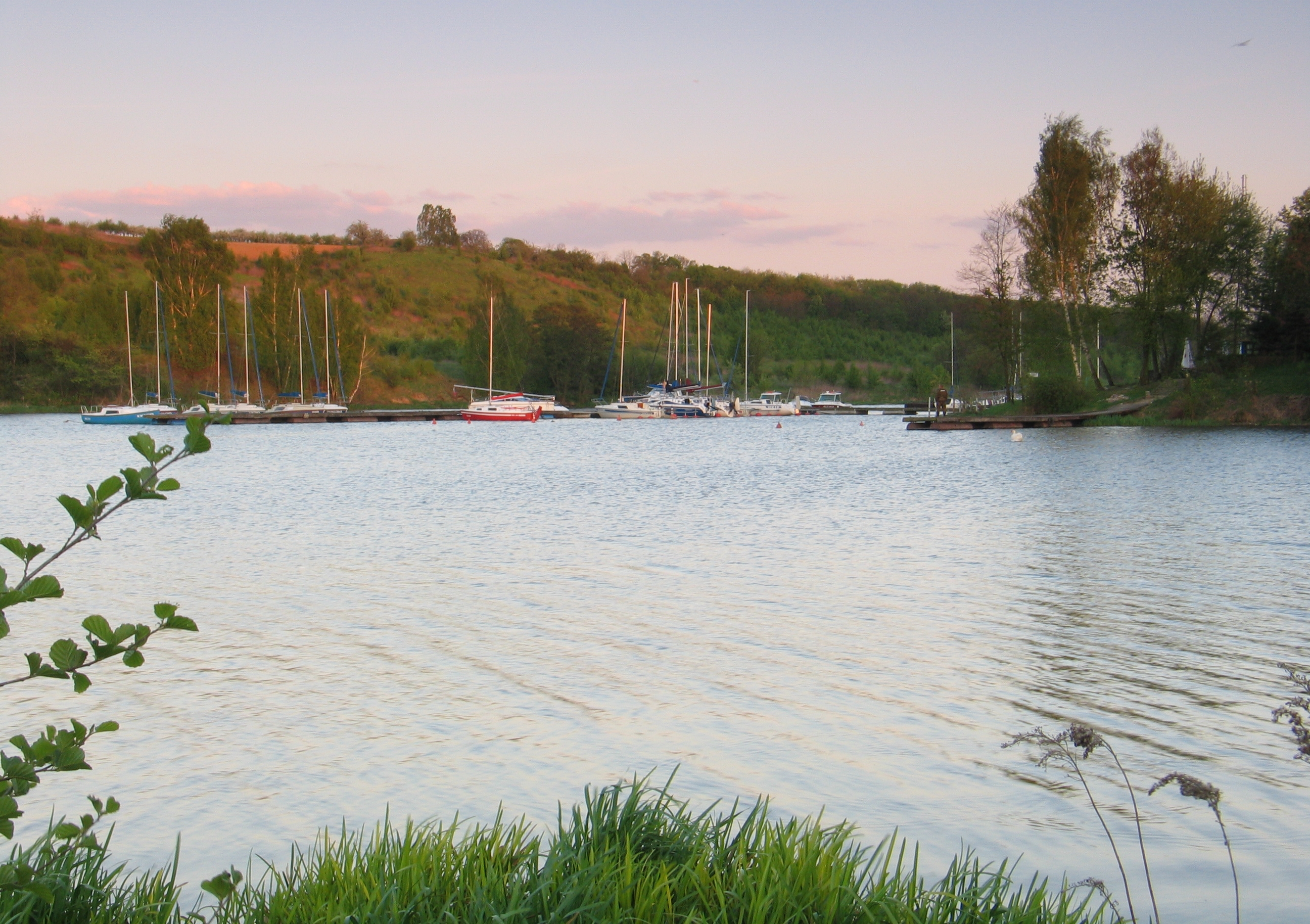
Zatoka w Zarzeczewie

Marina Zarzeczewo – włocławski port żeglarski na prawym brzegu Wisły (Jeziora Włocławskiego; km 672,50), znajdujący się w dzielnicy Zawiśle, na osiedlu Zarzeczewo, nieopodal wsi Zarzeczewo. 
Do niewielkiej zatoki, w której mieści się marina, uchodzi rzeka Chełmiczka i struga Święty Strumień. Przed spiętrzeniem wód, na wysokości Zarzeczewa rozciągała się kilometrowej długości kępa na Wiśle. Zatoka w dzisiejszym kształcie powstała dzięki wybudowaniu zapory we Włocławku i utworzeniu największego w Polsce sztucznego jeziora.
W 1973 r. rozpoczęto realizację inwestycji pod nazwą „Przystań w Zarzeczewie”. W ramach tego projektu, od początku związanego z rozwojem Zakładów Azotowych Włocławek (dzisiejszy Anwil SA), formalnie w 1975 r., a w praktyce w 1976 r. oddano do użytku Ośrodek Sportów Wodnych. Przy ośrodku powołano sekcję żeglarską „Flauta”, znaną w późniejszych latach jako Yacht Club Azoty, a dziś jako Yacht Club Anwil. Począwszy od 1977 r. YCA regularnie organizuje regaty, wśród których największą rangę mają regaty o „Błękitną Wstęgę Zalewu Włocławskiego”. Na tej corocznej imprezie zwykle pojawia się ponad 80 jachtów i ponad 300 żeglarzy. W Marinie Zarzeczewo prowadzone są również kursy na stopień żeglarza i sternika jachtowego.